# 於國重
於國重（16世紀—1595年），字鼎季，號泗宗，南直隶安庆府怀宁县人，明朝政治人物。

## 生平
九月初一日生，治易经。萬曆十九年（1591年）辛卯科應天府鄉試第八十三名舉人，二十三年（1595年）乙未科會試第一百七十九名，未廷試而卒。

## 家族
曾祖於宽。祖父於瓒，封承德郎工部都水司主事。父於惟一，癸丑进士、陕西按察司副使、祀太原名宦祠。母舒氏，封安人。永感下。兄國華（廪生）、國榮（將仕郎）、國光（廪生）、天佑。娶方氏。